# Ворсование

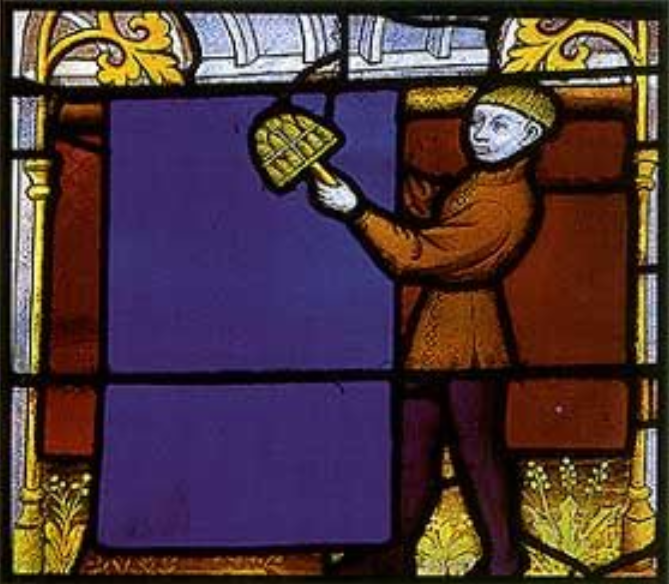
Ворсование с помощью соплодий ворсянки, витраж храма Notre Dame de Semur-en-Auxois, XV век, Франция

Ворсова́ние — создание ворса (начёса) на поверхности ворсовых тканей, войлочных изделий и нетканых материалов путём механического извлечения на поверхность тканей концов волокон. Ворсование производится при изготовлении байки, фланели, замши, фетровых шляп, валяной обуви. После ворсования изделия становятся мягче на ощупь, лучше держат тепло, улучшается также их внешний вид и износоустойчивость.
Для ворсования используются специальные ворсовальные машины, где для извлечения волокон используется игольчатая лента или наждачная бумага, закреплённые на рабочем органе машины — барабане с размещёнными на нём ворсовальными шишками или валиками. До распространения в XX веке кардолент для ворсования использовались также соплодия ворсянки.